# Terry Rand
Lynwood Terry Rand (Two Rivers, 17 novembre 1934 – Naples, 28 febbraio 2014) è stato un cestista statunitense.

## Carriera
Rand frequentò la Marquette University; terminata l'esperienza universitaria venne selezionato come 11ª scelta assoluta al Draft NBA 1956 dai Minneapolis Lakers, che gli offrirono un contratto annuale da 15000 $. Rand rifiutò l'offerta e optò per la National Industrial Basketball League: firmò infatti per i Denver-Chicago Truckers, che gli garantirono uno stipendio inferiore (12000 $) ma anche una borsa di studio per frequentare il corso di laurea in giurisprudenza.
Si ritirò dall'attività agonistica dopo 6 stagioni con i Truckers, intraprendendo poi la carriera di broker a Naples (Florida).